# Rumunská socialistická republika
Rumunská socialistická republika (zkráceně RSR) byl jedním ze socialistických států Východního bloku, který existoval na území dnešního Rumunska v letech 1965–1989 a v téže době také součást Varšavské smlouvy.

## Stručný přehled dějin

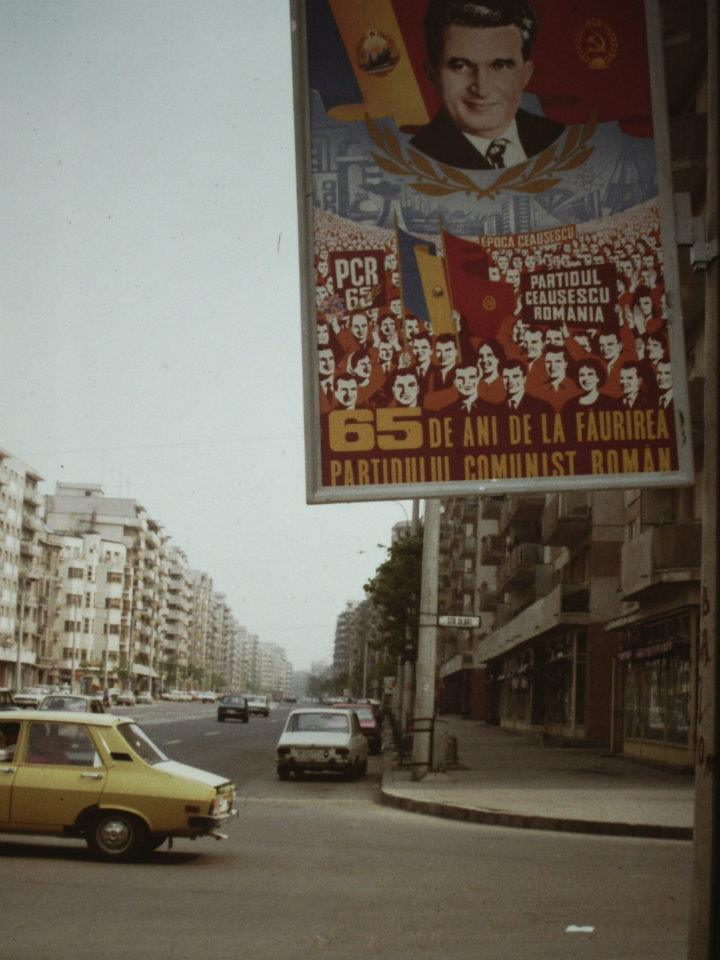
Propagandistický plakát v Bukurešti z roku 1986, šířící kult osobnosti velkého vůdce (ceaušismus).

RSR byla oficiálně vyhlášena na IX. sjezdu komunistické strany v roce 1965 jako nástupnice dosavadní Rumunské lidové republiky. Vedoucí úlohou v zemi měla komunistická strana Rumunska, nástupnická po Rumunské dělnické straně. V jejím čele stál diktátor Nicolae Ceauşescu, který měl značnou moc. Zpočátku vystupoval jako liberál, zaváděl reformy, ale posléze se přiklonil k neostaliniskému proudu a reformy opět rušil. Během své vlády vybudoval tajnou službu Securitate, která potírala jakýkoli odpor proti režimu.
Dalším znakem komunistické moci v Rumunsku byla aktivní represivní politika vůči národnostním menšinám, především početným skupinám rumunských Maďarů a Němců. Tyto osoby se oficiálně směly přihlásit pouze jako Rumuni maďarského, respektive německého původu. Na hranicích s Jugoslávií a Maďarskem byly zbudovány pohraniční zátarasy ve snaze zmírnit případné vlny nelegálních útěků do sousedních zemí.
V počátečním období Rumunská ekonomika prospívala, avšak v roce 1979 přišel druhý ropný šok a země nebyla schopna splácet velké půjčky. Byla tak nucena přijmout opatření, která znamenala snižování státních výdajů a nákladů. V následujících letech vyšla vládní doporučení aby např. rolníci nekupovali traktory ani nákladní automobily, nýbrž používali koni tažené vozíky. Škrtalo se také ve zdravotnictví, kultuře, vědě, vzdělání a bytové kultury. Byl zvýšen vývoz rumunského zboží, ve snaze splatit dluhy, v důsledku byl v obchodech nedostatek potravin a spotřebního zboží a běžní občané si mohli koupit nejvýš 30 litrů pohonných hmot na měsíc.
Na konci roku 1989, podobně jako v okolních zemích, i v Rumunsku došlo k občanským nepokojům ve velkých městech. Demonstraci v Temešváru nechal Ceauşescu krvavě potlačit, což vedlo k vypuknutí celostátní revoluce a nakonec ke svržení diktátorského režimu. V prosinci byl Ceauşescu i jeho žena v rychlosti odsouzeni a zastřeleni. V zemi byl nastolen pluralitní demokratický systém v čele s Ionen Iliescuem.